# Silver Creek, Mississippi
Silver Creek là một thành phố thuộc quận Lawrence, tiểu bang Mississippi, Hoa Kỳ. Năm 2010, dân số của thành phố này là 210 người.

## Dân số
- Dân số năm 2000: 234 người.
- Dân số năm 2010: 210 người.